# Bofuri : Je suis pas venue ici pour souffrir alors j'ai tout mis en défense.
Bofuri : Je suis pas venue ici pour souffrir alors j'ai tout mis en défense. (痛いのは嫌なので防御力に極振りしたいと思います。, Itai no wa iya nano de bōgyoryoku ni kyokufuri shitai to omoimasu.) est une série de light novel japonais écrit par Yuumikan et illustré par Koin. La série débute en 2016 en ligne sur le site Shōsetsuka ni narō.
Les droits ont été acquis par Fujimi Shobo, qui publie le premier volume en version physique en septembre 2017. La version française est éditée par Mana Books depuis septembre 2022.
Une adaptation du light novel en manga avec les illustrations par Jirō Oimoto a été prépubliée dans le magazine Monthly Comp Ace le 26 mai 2018, et rassemblée en à ce jour en huit volumes tankōbon. Le light novel a eu aussi le droit à une adaptation en une série d'animation réalisée par le studio Silver Link qui a été diffusée du 8 janvier 2020 au 25 mars 2020 pour la première saison. Une deuxième saison est diffusée du 11 janvier 2023 au 19 avril 2023.

## Synopsis
Poussée par son amie, Kaede Honjō commence à jouer au VR MMORPG NewWorld Online sous le nom de Maple. Ne voulant pas se blesser, Maple choisit d'être une utilisatrice de bouclier avec des statistiques de défense maximisées et continue de mettre chaque point de statut qu'elle gagne dans le jeu à augmenter uniquement son niveau de défense. Par conséquent, elle se retrouve avec une vitesse très lente et sans pouvoirs magiques mais sa défense élevée lui permet de supporter la plupart des coups sans subir de dégâts. Ainsi, ses compétences particulières lui permettent de réaliser des accomplissements inattendus dans le jeu. Ce faisant, elle finit par acquérir toutes sortes de compétences tout aussi inattendues et surpuissantes et elle devient l'une des joueuses les plus fortes du jeu. 

## Personnages

### L'Érable
Maple (メイプル, Meipuru) / Kaede Honjō (本条 楓, Honjō Kaede)
Voix japonaise : Kaede Hondo
L'héroïne principale, qui vient de commencer à jouer à NewWorld Online. Comme elle n'aime pas se blesser, elle met chaque point de compétence qu'elle gagne à renforcer sa défense, lui permettant d'acquérir de nouvelles compétences et de monter de niveau simplement en résistant aux attaques, elle a réussi à monter de niveau rapidement juste en laissant Mr. Bunny (un lapin monstre) l'attaquer pendant une longue période de temps, jusqu'à ce qu'elle le tue accidentellement. Même avec son manque d'expérience de jeu, Maple gagne de nombreuses résistances, donnant aux administrateurs du jeu de nombreux maux de tête sur la façon de l'affaiblir, ses méthodes peu orthodoxes surmontent les ajustements des développeurs (comme utiliser la compétence [Lainage] non seulement comme un moyen de rassembler de la laine, mais aussi comme une compétence offensive en étouffant les adversaires et en utilisant du poison pour les abattre, ou comme défense pour absorber les attaques qui ne sont pas basées sur le feu). Malgré ses faiblesses, elle utilise des techniques, comme [Cover Move] pour compenser son manque de mobilité. Après avoir mangé une hydre et reçu un équipement et un bouclier uniques, Maple acquiert une puissante magie de venin et obtient une compétence appelée [Hydra Eater]. Elle équipe le skill [Goinfre], obtenu un peu plus tard, à son bouclier et elle aspira 2028 joueurs avec son bouclier lors du premier événement. Elle finit ainsi troisième de cet événement, avec 0 dégât reçu. Lors du deuxième événement, elle trouve un œuf de monstre qui éclot en tortue, qu'elle nomme Syrup car, avec son propre pseudo, cela fera 'Maple Syrup' qui peut se traduire par sirop d'érable en français. Elle semble également avoir une chance innée et trouve des objets rares, des donjons cachés, des quêtes et des compétences uniques (telle que la quête [Amour Dévoué] où elle acquiert une transformation en ange). À la fin du 4e événement, le raid de guilde, les administrateurs décident finalement de cesser d'essayer de l'affaiblir car elle est devenue l’icône du jeu, tout le monde travaillant pour faire équipe avec elle ou à être le premier à la vaincre.
Les différentes formes de Maple :
- [Rose Noire] : Son armure par défaut ; une armure noire avec des reflets rouges, elle l'a gagnée en battant l'hydre (son 1er boss) en solo et au premier essai. Elle a aussi obtenu un bouclier équipé de la capacité [Goinfre], qui transforme les adversaires vaincus en Puissance magique (MP) par simple contact. À l'origine, l'utilisation était illimitée jusqu'à ce que les administrateurs de NWO l'aient limitée à seulement 10 utilisations par jour. Elle a également un tanto appelé Nouvelle Lune, qui active la compétence [Hurlement Paralysant].
- [Amour Dévoué] : Forme d'ange de Maple, qui permet à n'importe qui dans son cercle d'influence de posséder les mêmes statistiques de défense que Maple. Elle possède aussi des ailes qui peuvent être utilisées pour voler (bien qu'elle préfère le faire avec Syrup), un halo en forme d'auréole, et ses cheveux deviennent blonds.
- [Tyrannie] : La forme démon de Maple, elle se transforme en un dragon noir géant à quatre bras. Elle a obtenu cette compétence en battant (en mangeant) le boss caché de l'église abandonnée. Elle gagne ainsi une forme qui possède 1000 Pv et un boost de 50 en attaque et agilité. Lorsque les 1000 Pv sont perdus, elle revient à sa forme d'origine complètement guérie. En gagnant cette forme, elle a aussi gagné [Prédateur], qui invoque un monstre dévoreur qui a une grande portée et une grande vitesse.
- [Dieu Mécanique] : La forme mecha de Maple, elle est équipée de pistolets, de lasers et d'autres armes mécanisées. Elle l'a gagné au troisième pallier en trouvant un vieux rouage, puis en faisant une chute libre. Elle trouve alors le laboratoire du premier Dieu Machine qui lui accorde son pouvoir pour vaincre celui qui l'a remplacé. Elle peut également voler avec cette forme et aussi ne déployer que certaines parties de l'armure et des armes.

Sally (サリー, Sarī) / Risa Shiramine (白峯 理沙, Shiramine Risa)
Voix japonaise : Ruriko Noguchi
L'ami de Kaede dans la vie réelle qui l'a initiée à NewWorld Online. Elle joue une classe spécialisée dans l'agilité, la vitesse et l'élimination rapide de joueurs. Pour compléter les défauts de Maple, elle a maximisé sa statistique d'agilité. C'est également une fine stratège, qui n'hésite pas à user de tous les moyens à sa disposition pour l'emporter. Risa a déjà gagné des championnats de jeux en ligne par le passé dont on peut voir les trophées dans sa chambre. Elle a dû rejoindre Maple plus tardivement car sa mère l'a empêchée de jouer aux jeux vidéo, elle voulait que Risa se concentre sur ses examens.
Durant le second événement, Sally trouve un œuf de monstre et l’œuf éclot et donne naissance à un renard qu'elle nomme Oboro. Par la suite, lors de la nuit du 6e jour de cet événement, elle causa un massacre dans les rangs des joueurs qui n'ont pu déterminer, à cause de sa vitesse, s'il s'agissait d'un joueur ou d'un monstre. La boucherie fut telle que cette nuit fut surnommée "Le Cauchemar du 6ème jour".
Kasumi (カスミ)
Voix japonaise : Saori Hayami
Elle fut sixième au premier événement. C'est une sabreuse jouant beaucoup sur la vitesse. Elle rencontre Maple et Sally dans une oasis lors du deuxième événement, et elles vont d'abord s'affronter. Puis elles participeront à une épreuve ensemble et deviendront amies. L'empire de Vulcain a essayé de la faire venir dans sa guilde mais elle était alors déjà dans la guilde de Maple. Elle se bat souvent avec Shin et pour l'instant, elle n'a perdu aucun de ses combats contre lui.
Kanade (カナデ)
Voix japonaise : Satomi Arai
Un joueur mage qui est spécialisé dans la résolution de puzzles et d'énigmes. Il fait la rencontre de Maple lors du deuxième événement sur une plage où ils construisent un château de sable ensemble. Il possède un bâton magique en forme de Rubik's Cube prenant un skill aléatoire chaque jour. Il possède aussi une librairie de sorts qui lui permet de préparer des sorts en avance.
Kuromu (クロム, Kuromu)
Voix japonaise : Noriaki Sugiyama
Un joueur bouclier un peu comme Maple mais jouant beaucoup plus offensif. Il est l'un des premiers joueurs que rencontre Maple. Il se classe neuvième lors du premier événement. Par la suite, et après avoir rejoint la guilde de Maple, il obtiendra dans le donjon [Le Sépulcre des défunts] un set d'équipement composé de [Armure Blanche ensanglantée], [Tête de mort sanguinolente] et [Guillotine], qui lui octroie entre autres le skill [Dead or Alive], lui donnant 50 % de chances de survivre à chaque fois qu'il tombe à 0 Pv.
Iz (イズ, Izu)
Voix japonaise : Satomi Satō
Iz est une artisane qui fabrique des équipements en tout genre. En combat, elle utilise des bombes à distance et une pioche pour le corps à corps. C'est elle qui fabriquera l'équipement allant avec la forme [Amour Dévoué] de Maple.
May (マイ, Mai)
Voix japonaise : Ai Kakuma (en)
Une joueuse débutante qui a mis tous ses points de compétence dans la catégorie force et se battant avec deux gros marteaux. Elle porte un ruban vert et a les cheveux noirs. Elle est la grande sœur de Yui. Maple la prendra dans sa guilde avec sa sœur. Elle obtiendra par la suite un skill doublant sa force, et un lui permettant de manier à une main les armes à deux mains.
Yui (ユイ)
Voix japonaise : Nanaka Suwa (en)
Elle est la petite sœur de May et a aussi mis tous ses points de compétence dans la catégorie force. Se bat aussi avec deux gros marteaux. Ses cheveux sont blancs et elle porte un ruban rose. Prise dans la guilde de Maple, elle obtiendra les mêmes compétences que sa sœur, formant un duo destructeur.
Syrup (シロップ, Shiroppu)
Syrup est le familier de Maple, elle l'a obtenu après avoir battu un boss lors du deuxième événement avec l'aide de Sally.
Ironiquement, la mobilité de Syrup est supérieure à celle de Maple. Après le second événement, Maple utilise ses médailles d'or pour le skill [Gigantisme] qui permet à Syrup de devenir géante, et prend aussi le skill [Psychokinésie] qui lui permet de voler à dos de Syrup.
Ayant été emmenée par Kuromu dans le donjon [Le Sépulcre des défunts], elle y gagne le skill [Dame Nature] qui lui permet d'invoquer et de contrôler des lianes, ainsi que [Tir Fantôme] qui lui permet de tirer un rayon laser quand [Gigantisme] est activé.
Oboro (朧)
Le familier renard de Sally, obtenu après avoir battu le boss du deuxième événement avec Maple. Oboro attaque avec des flammes, et est capable de faire disparaître sa maîtresse ou de la dupliquer, en référence aux techniques ninjas dans les mangas comme Naruto.

### Le Corps de la Lame sacrée
Pain (ペイン, Pein)
Voix japonaise : Kenshō Ono (en)
Le maître de la guilde Le Corps de la Lame sacrée, un épéiste et le meilleur joueur de NewWorld Online avec le niveau le plus haut du jeu. Il est spécialisé en solo et en combat PVP. Beaucoup le considèrent comme un boss ultime. Selon les statistiques, s'il est équipé correctement, il est suffisamment habile pour vaincre Maple.
Dread (ドレッド, Doreddo)
Voix japonaise : Takumi Yamazaki
Dread est de la classe assassin et a été deuxième au premier événement. Comme Sally, il attaque grâce à sa grande vitesse.
Frederica (フレデリカ, Furederika)
Voix japonaise : Ayana Taketatsu
Une magicienne et l'un des premiers utilisateurs que Maple rencontre dans le jeu. En outre, elle donne des conseils à Maple sur la façon de monter de niveau. Elle développe plus tard une rivalité amicale avec Sally. Elle est également la cueilleuse d'informations de la guilde.
Drag (ドラグ, Doragu)
Voix japonaise : Nobutoshi Canna
Un joueur de hache de type guerrier qui est cinquième au premier événement. Il excelle dans les attaques par force brute.

### Empire de Vulcain
Mi (ミィ, Mī)
Voix japonaise : Rina Satō
Elle est un mage de haut rang spécialisée dans la manipulation des flammes et elle est le maître de guilde des Empereurs de Flammes. Considérée comme l'une des joueuses les plus puissantes et charismatiques. Elle est considérée comme l'une des rares joueuses à pouvoir rivaliser avec Pain en combat PVP. Elle a également son propre fan club à la fois dans et hors de la guilde mais elle se sent inférieure ; surtout si elle ne parvient pas à terminer une tâche pour sa guilde. Elle développe une rivalité unilatérale avec Maple. Sous ses airs de dure à cuire se cache une âme sensible : elle adore les animaux mignons, hobby qu'elle partage avec sa rivale.
Shin (シン)
Voix japonaise : Kappei Yamaguchi
Il possède un skill appelé [Furie de Lame], qui lui permet de diviser la lame de son épée en plusieurs projectiles. Il a combattu Kasumi plusieurs fois dans le passé et a perdu. À l'origine, il voulait la recruter dans l'Empire de Vulcain mais Maple l'a devancé.
Marcus (マルクス, Marukasu)
Voix japonaise : Akira Ishida
Le maître des pièges de la guilde. Il dispose de quantités de pièges variés qu'il peut poser à l'avance ou à distance en combat. Entre autres, on l'a vu utiliser des pièges explosifs, de flammes, de glace, de roche et de lianes.
Il paraît assez morose, ce qui contraste avec la volonté de Mi et la sympathie de Misery.
Misery (ミザリー, Mizarī)
Voix japonaise : Yūko Minaguchi
La guérisseuse de la guilde. Elle dispose aussi de sorts de lumière. C'est elle qui fournit à Mi les potions de MP dont elle a régulièrement besoin.

### NewWorld Online (NWO)
Les administrateurs
Une salle de réunion composée de développeurs, de concepteurs et de programmeurs. Ce groupe est constamment rendu fou par les actions imprévisibles de Maple. Ils ont constamment du mal à faire des ajustements pour compenser la force de Maple. À la fin du quatrième événement, ils décident de la laisser telle quelle car  Maple est devenue l’icône de NWO. Dans l'anime, ils sont représentés par des avatars de lapin au visage souriant, dans le manga, ce sont des individus avec une tête de sac en papier en costume d'affaires.
Drazō (ドラぞう, Dorazō)
Voix japonaise : Sakura Tange
La petite mascotte dragon de NewWorld Online, qui explique les différents événements aux joueurs.
La salle de chat
Un forum de divers joueurs qui expriment leurs opinions sur Maple et Sally, ou tout autre événement dans NWO. Lorsque quelque chose de bizarre se produit dans le jeu, tous les membres conviennent rapidement que c'est lié à Maple. Ils deviennent également très excités lorsqu'ils apprennent des batailles où Pain, Mi et Maple s'affrontent. Il est évident que Kuromu fait partie de cette salle de chat. Quand les autres membres apprennent qu'il fait partie de la guilde de L'Erable, ils lui demandent des informations sur les capacités de Maple et de Sally, certains l'envient parce qu'il fait partie de la guilde de Maple.

## Light novel
La série écrite par Yuumikan a commencé à l'origine sur le site Web de publication de roman Shōsetsuka ni narō en 2016. L'année suivante, la série a été acquise par l'éditeur Fujimi Shobo pour être publiée comme un light novel avec des illustrations de Koin, le premier volume sort en septembre 2017. 

### Liste des volumes
| no | Japonais         | Japonais          |
| no | Date de sortie   | ISBN              |
| --- | ---------------- | ----------------- |
| 1 | 8 septembre 2017 | 978-4-04-072441-6 |
| 2 | 10 décembre 2017 | 978-4-04-072443-0 |
| 3 | 10 avril 2018    | 978-4-04-072688-5 |
| 4 | 10 aout 2018     | 978-4-04-072697-7 |
| 5 | 10 décembre 2018 | 978-4-04-072698-4 |
| 6 | 10 avril 2019    | 978-4-04-073115-5 |
| 7 | 9 aout 2019      | 978-4-04-073116-2 |
| 8 | 10 décembre 2019 | 978-4-04-073117-9 |
| 9 | 10 mars 2020     | 978-4-04-073118-6 |
| 10 | 7 août 2020      | 978-4-04-073759-1 |
| 11 | 9 janvier 2021   | 978-4-04-073760-7 |
| EXTRA : Au Japon, une édition spéciale du 11e volume est comprise avec un drama CD (ISBN 978-4-04-073891-8).               |                  |                   |
| 12 | 10 août 2021     | 978-4-04-074129-1 |
| 13 | 10 mars 2022     | 978-4-04-074131-4 |
| EXTRA : Au Japon, une édition spéciale du 13e volume est comprise avec un drama CD (ISBN 978-4-04-074365-3).               |                  |                   |
| 14 | 10 août 2022     | 978-4-04-074630-2 |
| 15 | 10 janvier 2023  | 978-4-04-074812-2 |
| EXTRA : Au Japon, une édition spéciale du 15e volume est comprise avec un livret d'illustrations (ISBN 978-4-04-074813-9). |                  |                   |
| 16 | 10 août 2023     | 978-4-04-075096-5 |
| 17 | 8 mars 2024      | 978-4-04-075348-5 |
| 18 | 9 août 2024      | 978-4-04-075565-6 |
| 19 | 10 mars 2025     | 978-4-04-075848-0 |

## Manga
Une adaptation en manga par Jirō Oimoto a été prépubliée dans le magazine Monthly Comp Ace de l'éditeur Kadokawa Shoten. Les chapitres sont rassemblés en tankōbon. La version française du manga est publiée par Mana Books depuis septembre 2022. 

### Liste des tomes
| no | Japonais         | Japonais          | Français           | Français          |
| no | Date de sortie   | ISBN              | Date de sortie     | ISBN              |
| -- | ---------------- | ----------------- | ------------------ | ----------------- |
| 1  | 24 novembre 2018 | 978-4-04-107718-4 | 1er septembre 2022 | 979-1-03-550330-7 |
| 2  | 26 aout 2019     | 978-4-04-108577-6 | 1er décembre 2022  | 979-1-03-550349-9 |
| 3  | 22 février 2020  | 978-4-04-108578-3 | 2 mars 2023        | 979-1-03-550400-7 |
| 4  | 26 janvier 2021  | 978-4-04-110920-5 | 1er juin 2023      | 979-1-03-550401-4 |
| 5  | 26 octobre 2021  | 978-4-04-111912-9 | 24 août 2023       | 979-1-03-550402-1 |
| 6  | 26 août 2022     | 978-4-04-111913-6 | 16 novembre 2023   | 979-1-03-550403-8 |
| 7  | 25 février 2023  | 978-4-04-113329-3 | 1er février 2024   | 979-10-355-0500-4 |
| 8  | 25 novembre 2023 | 978-4-04-114355-1 | 6 juin 2024        | 979-10-355-0529-5 |

## Anime

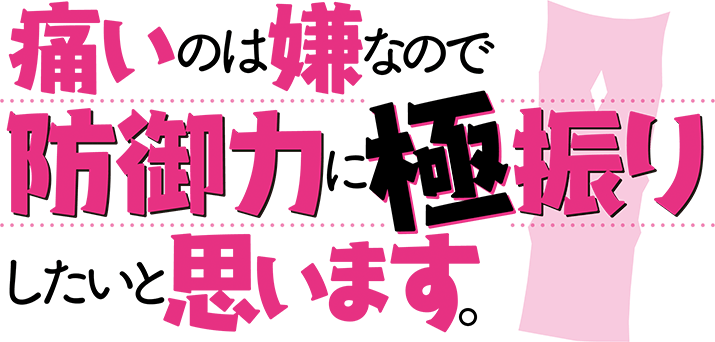
Logo original de la série.

Une adaptation en série d'animation a été annoncée par Kadokawa le 6 décembre 2018. La série télévisée est animée par Silver Link et dirigée par Shin Ōnuma et Mirai Minato. La série a été diffusée entre le 8 janvier et le 25 mars 2020 sur AT-X, ABC, Tokyo MX, TVA et BS11. Afilia Saga a interprété le générique d'ouverture de la série Kyūkyoku Unbalance (究極アンバランス!), tandis que Riko Sasaki a interprété le générique de fin de la série Play the World. La première saison se déroule en 12 épisodes et la série est disponible en France sur Wakanim, ainsi que sur Crunchyroll,.
Une deuxième saison de l'anime est annoncée à la fin de l'épisode final de la première saison. Initialement prévue pour 2022,, sa diffusion commence finalement le 11 janvier 2023. Elle est interrompue pour au moins 2 semaines après le 6e épisode en raison des effets de l'épidémie de Covid-19 sur le calendrier de production.

### Liste des épisodes

#### Saison 1
| No | Titre français,                       | Titre japonais             | Titre japonais                   | Date de 1re diffusion |
| No | Titre français,                       | Kanji                      | Rōmaji                           | Date de 1re diffusion |
| --- | ------------------------------------- | -------------------------- | -------------------------------- | --------------------- |
| 1 | Spé défense et premier combat.        | 防御特化と初戦闘。         | Bōgyo tokka to hatsu sentō.      | 8 janvier 2020        |
| À la demande de son amie Risa Shiramine, Kaede Honjō commence à jouer au MMORPG de réalité virtuelle NewWorld Online. Ne voulant pas se blesser, Kaede crée un avatar brandissant un grand bouclier nommé Maple et met tous ses points de compétence vers la défense. Bien que cela la laisse avec une faible vitesse et une attaque faible, sa défense élevée lui permet de gagner de nouvelles capacités et des points de compétence supplémentaires pour la défense simplement en laissant les ennemis l'attaquer. Après avoir rencontré Kuromu, un guerrier au grand bouclier, et Iz l'artisan, Maple décide de se rendre dans un donjon pour affronter le puissant Dragon Hydre. En utilisant des potions qui lui ont été données par Kuromu, Maple parvient à résister aux attaques empoisonnées du dragon assez longtemps pour développer une immunité complète au poison, lui permettant de vaincre le dragon en le mangeant. En conséquence, elle acquiert non seulement les capacités du monstre venimeux, mais également un ensemble d'équipement unique en son genre.                                                              |                                       |                            |                                  |                       |
| 2 | Spé défense et amitié.                | 防御特化とお友達。         | Bōgyo tokka to otomodachi.       | 15 janvier 2020       |
| Maple décide de participer à un événement de bataille royale, réussissant à vaincre facilement tous ceux qui viennent l'attaquer et à remporter la troisième place. Le lendemain, Risa rejoint le jeu en tant que Sally, une bretteuse spécialisée dans l'évasion, et les deux se rendent dans une grotte pour pêcher des matériaux pour un nouveau bouclier. Après que Sally ait trouvé une grotte sous-marine derrière une porte verrouillée, les deux commencent à visiter la grotte chaque jour pour permettre à Sally d'explorer la grotte et d'améliorer ses compétences sous-marines, lui permettant de vaincre le boss et de gagner son propre équipement. |                                       |                            |                                  |                       |
| 3 | Spé défense et deuxième palier.       | 防御特化と二層攻略。       | Bōgyo tokka to ni-sō kōryaku.    | 22 janvier 2020       |
| Dans un café, Maple et Sally entendent parler du prochain événement des joueurs Dread et Drag, qui leur parlent d'une quête dans la forêt. Trouvant un sous-sol dans une maison abandonnée, les filles trouvent un homme attaché sur une chaise et le soignent jusqu'à l'au-delà, gagnant une compétence Super Vitesse. Ensuite, elles se détendent sur une plage cachée qui offre toujours un magnifique coucher de soleil. Le lendemain, Maple et Sally se dirigent vers le 2ème palier pour affronter un cerf noir, que Sally parvient à vaincre après que Maple ait été assommé. Puis, Maple reçoit le bouclier "Blanche-Neige" qu'elle a commandé à Iz avant que Sally ne l'emmène dans une zone spéciale où elles prennent ensemble un dîner étoilé. Le deuxième événement, une chasse au trésor en groupe, commence bientôt. |                                       |                            |                                  |                       |
| 4 | Spé défense et deuxième event.        | 防御特化と第二回イベント。 | Bōgyo tokka to dainikai Ibento.  | 29 janvier 2020       |
| Au début de l'événement, Maple et Sally découvrent un donjon caché avec son propre boss, leur permettant de gagner leurs premières médailles. Se dirigeant ensuite vers les montagnes, elles rencontrent le groupe de Kuromu, les laissant avancer à travers une distorsion. Entrant après eux, Maple et Sally affrontent un puissant boss : un oiseau de glace Aile-Argent, dont les mouvements trop puissants commencent à maîtriser les défenses de Maple. Poussant leurs compétences à leurs limites, Maple et Sally parviennent finalement à vaincre l'Aile-Argent avec un minimum de santé. En plus de médailles et de matériaux d'artisanat, les filles trouvent une paire d'œufs de monstre qui finissent par éclore en 2 compagnons : une tortue et un renard, qu'elles nomment respectivement Syrup et Oboro. Plus tard, les filles atteignent une oasis du désert, où elles sont défiées par Kasumi la sabreuse. |                                       |                            |                                  |                       |
| 5 | Spé défense et loot.                  | 防御特化と戦利品。         | Bōgyo tokka to senri hin.        | 5 février 2020        |
| Alors que Maple essaie de rattraper Sally et Kasumi alors qu'elles se battent, elles finissent toutes trois par tomber dans un donjon souterrain, où elles sont liées par une chaîne maudite qui les tuera toutes si une seule d'entre elles meurt. Travaillant ensemble pour éviter des monstres escargots imbattables, les trois nettoient le donjon et se libèrent de leurs chaînes, partageant le butin de leur victoire entre elles. Plus tard dans l'événement, Maple et Sally rencontrent un joueur nommé Kanade, qui leur donne un indice qui les mène à un calmar sous-marin, que Maple bat en empoisonnant la mer (et en donnant aux administrateurs du jeu un autre mal de tête, ces derniers la considérant plus comme une boss finale que le boss final). Sally remportant les médailles restantes nécessaires grâce aux éliminations PvP avant la fin de l'événement, Maple utilise les compétences qu'elle a acquises pour améliorer Syrup en une forteresse mobile. |                                       |                            |                                  |                       |
| 6 | Spé défense et nouveaux membres.      | 防御特化と新戦力。         | Bōgyo tokka to shin senryoku.    | 12 février 2020       |
| Parvenant à gagner le droit d'acheter un QG de guilde, Maple et Sally trouvent une maison dans la forêt et forment une nouvelle guilde nommée l'Érable, recrutant Kasumi, Kanade, Kuromu et Iz comme membres. Ayant besoin de plus de membres pour un événement de guilde à venir, Maple recrute deux joueuses débutantes, Yui et May, qui ont toutes deux maximisé leurs statistiques de force. |                                       |                            |                                  |                       |
| 7 | Spé défense et amélioration.          | 防御特化と強化。           | Bōgyo tokka to kyōka.            | 19 février 2020       |
| Avec l'aide de Maple pour nettoyer un donjon très rapidement, May et Yui acquièrent de nouvelles compétences leur permettant de manier des armes à deux mains et d'augmenter leurs dégâts. Plus tard, Kanade gagne une mise à niveau de son bâton tandis que Kuromu nettoie un donjon caché et gagne un nouvel ensemble d'équipement. Maple tombe bientôt sur une série de quêtes consistant à aider une mère PNJ à guérir sa fille. En conséquence, elle acquiert la compétence "Amour Dévoué" lui permettant de partager sa défense avec les membres de sa guilde, en commandant un nouvel ensemble d'armures à Iz pour l'assortir. Pendant ce temps, les autres guildes décident de garder un œil sur l'Érable lors d'un événement à venir. |                                       |                            |                                  |                       |
| 8 | Spé défense et troisième event.       | 防御特化と第三回イベント。 | Bōgyo tokka to daisankai Ibento. | 26 février 2020       |
| Alors que la guilde participe au troisième événement, dans lequel elle doit obtenir des cloches d'ennemis vaches, Maple rencontre un boss dans l'église qu'elle a visitée auparavant. Acquérant de nouvelles compétences qui lui permettent de se transformer en un monstre géant, Maple mène sa guilde au 3ème palier. Après avoir entendu parler du Seigneur des machines de la région par un PNJ, Maple se perd et se retrouve dans le cimetière des rêves, où elle rencontre un autre boss. Avant que le boss ne devienne fou, il donne à Maple la compétence "Dieu Mécanique", lui permettant de le vaincre. |                                       |                            |                                  |                       |
| 9 | Spé défense et quatrième event.       | 防御特化と第四回イベント。 | Bōgyo tokka to daiyonkai Ibento. | 4 mars 2020           |
| À l'approche de l'événement de guilde, Sally remarque Frederica de la guilde du Corps de la Lame Sacrée en train de les espionner et la défie en duel. Après que Sally ait réussi à échapper à toutes ses attaques magiques, Frederica se rend et lui parle de la guilde de l'Empire de Vulcain, ignorant que les "compétences" que Sally a utilisées contre elle étaient fausses. La compétition de guilde commence bientôt, chaque guilde étant chargée de voler des orbes à d'autres guildes tout en défendant la sienne. Sally utilise sa furtivité et sa ruse pour gagner quelques orbes, ayant un bref contact avec le Corps de la Lame Sacrée avant de réussir à voler un orbe à l'Empire de Vulcain. Avec plusieurs orbes sous leur contrôle, l'Érable profite de la défense de Maple pour défendre sa base de tous les attaquants. |                                       |                            |                                  |                       |
| 10 | Spé défense et sortie.                | 防御特化と出撃。           | Bōgyo tokka to shutsugeki.       | 11 mars 2020          |
| Sally et Kanade partent à la chasse pour plus d'orbes tandis que Kuromu et les autres préparent une embuscade sur tous les attaquants, laissant Maple avec May et Yui pour défendre la base. Sally se retrouve bientôt encerclée par les forces de Frederica, incitant Maple à quitter la base pour lui venir en aide et permettant à Dread d'attaquer la base. Bien que Dread parvienne à infliger à May et Yui leur première défaite, Maple parvient à l'arrêter avant qu'il ne vole des orbes. Alors que Sally se repose, Maple, May et Yui lancent une attaque contre l'Empire de Vulcain, brisant tous leurs pièges avant de finalement se heurter à Mi, Marcus et Misery. |                                       |                            |                                  |                       |
| 11 | Spé défense et redoutable adversaire. | 防御特化と強敵。           | Bōgyo tokka to kyōteki.          | 18 mars 2020          |
| Mi et son équipe utilisent un barrage d'attaques pour essayer de pousser Maple hors de portée d'attaque, donnant à Mi suffisamment de temps pour piéger Maple dans une prison de flammes qui inflige des dégâts continus. Cela incite Maple à faire ressortir sa forme de dieu mécanique, qui parvient à vaincre Misery et Marcus, tandis que Mi utilise une autodestruction dans une tentative infructueuse d'éliminer Maple (ce qui la déprime lorsqu'elle le découvre). La plupart des autres guildes étant déjà éliminées, l'Érable est confronté aux principaux membres du Corps de la Lame Sacrée; Pain, Dread, Frederica et Drag, Maple subissant de lourds dégâts de Pain. |                                       |                            |                                  |                       |
| 12 | Spé défense et liens.                 | 防御特化とつながり。       | Bōgyo tokka to tsunagari.        | 25 mars 2020          |
| Ramenée à une santé minimale, Maple utilise une contre-attaque risquée pour infliger des dégâts à Pain. Pain parvient à résister à l'attaque, forçant Maple à sortir sa forme de "Tyrannie" pour le vaincre ainsi que le reste du Corps de la Lame Sacrée. Avec tous leurs atouts à l'air libre, Maple utilise sa forme démoniaque pour aider son équipe à éliminer d'autres guildes afin d'empêcher les plus grandes guildes de gagner plus d'orbes, aidant l'Empire de Vulcain à atteindre cet objectif, incitant les autres guildes à faire de même. Alors que l'événement touche à sa fin avec l'Érable à la troisième place (après la destruction de toutes les autres guildes, l'événement s'est terminé 2 jours plus tôt), les administrateurs décident de laisser Maple tranquille, car elle a attiré de nombreux nouveaux joueurs dans le jeu et beaucoup vont essayer d'être le premier à la battre. Maple invite à la fois le Corps de la Lame Sacrée et l'Empire de Vulcain à se joindre à tout le monde pour une célébration et à regarder les temps forts de l'événement (dont la plupart mettent en vedette Maple et l'Érable). |                                       |                            |                                  |                       |

#### Saison 2
| No | Titre français,                             | Titre japonais               | Titre japonais                     | Date de 1re diffusion |
| No | Titre français,                             | Kanji                        | Rōmaji                             | Date de 1re diffusion |
| --- | ------------------------------------------- | ---------------------------- | ---------------------------------- | --------------------- |
| 1 | Spé défense et Noël                         | 防御特化とクリスマス。       | Bōgyo tokka to kurisumasu.         | 12 janvier 2023       |
| L'Érable atteint le 4ème palier nouvellement ajouté, une zone à thème japonais située dans une nuit permanente. Alors que Sally s'engage dans un autre duel avec Frederica, Maple rencontre Mi entrant dans un café de créatures mignonnes, apprenant qu'elle a un côté mignon qu'elle garde secret aux yeux de sa guilde. Une semaine plus tard, Kasumi obtient un nouveau sabre, le Sabre Maudit Améthyste, pour découvrir que son utilisation la fait se retrouver dans une forme enfantine temporaire. Plus tard, Maple fait équipe avec Pain pour le quatrième événement du jeu, après quoi elle invite tout le monde à une fête de Noël où ils ouvrent les objets sur le thème de Noël qu'ils ont obtenus lors de l'événement. |                                             |                              |                                    |                       |
| 2 | Spé défense et cinquième et sixième paliers | 防御特化と五層と六層。       | Bōgyo tokka to go-sō to roku-sō.   | 19 janvier 2023       |
| N'ayant pas réussi à atteindre le 5ème palier avec les autres à cause d'un rhume, Maple décide de s'attaquer seule au boss du 4ème palier. Se heurtant à un boss oni, Maple le bat et acquiert la compétence Pandemonium, seulement pour découvrir que ce n'était pas réellement l'entrée du 5ème palier. Rejoignant le groupe de Frederica, Maple affronte le vrai boss du 4ème palier et le bat sans pitié avec sa compétence Pandemonium . Rejointe par Yui et May au 5ème palier, Maple les aide à combattre un monstre foudroyant qui leur causait des problèmes auparavant, ce qui leur a valu une autre compétence. La semaine suivante, l'Érable est passé au 6ème palier, qui s'avère être un niveau sur le thème de l'horreur que Sally n'aime pas trop affronter jusqu'à ce qu'elle entende parler d'un item qu'elle peut obtenir. Rejointe par Maple, le duo se dirige vers un manoir hanté qu'elles sont inévitablement obligées de fuir, bien que Sally gagne une compétence en y restant pendant un certain temps. De retour dans le monde réel, Risa découvre qu'elle est toute seule à la maison et appelle Kaede pour un peu de réconfort. |                                             |                              |                                    |                       |
| 3 | Spé défense et septième event               | 防御特化と第七回イベント。   | Bōgyo tokka to dainanakai ibento.  | 26 janvier 2023       |
| Maple nettoie le manoir hanté et obtient les items que Sally voulait, ainsi qu'un ensemble de vêtements dotés de skills télékinétiques. Ensuite, Mi appelle Maple pour la soutenir pendant qu'elle se bat contre des monstres au 6ème palier pour acquérir plus de compétences avant d'aller dans un café, où elles sont rejointes par Kasumi et Frederica. Maple et Sally font équipe pour le septième event, dans lequel chaque groupe doit gravir des tours de combat uniques, ignorant que les monstres des tours de Maple ont été choisis spécifiquement par les administrateurs pour la vaincre. Malgré cela, Maple et Sally parviennent à vaincre les monstres des trois premiers étages, un dragon, un livre voleur de skills et un golem élémentaire. |                                             |                              |                                    |                       |
| 4 | Spé défense et tour gravie                  | 防御特化と塔攻略。           | Bōgyo tokka to tō kōryaku.         | 1er février 2023      |
| Le deuxième jour de l'événement, Maple et Sally, ainsi que les autres équipes, continuent de se frayer un chemin à travers leurs tours respectives. Atteignant le dixième étage, Maple et Sally affrontent le boss final de l'événement, qui possède une attaque et une vitesse surhumaines. Bien qu'elles aient lutté contre ses différentes phases, le duo parvient à vaincre le boss, gagnant ainsi plus de compétences. |                                             |                              |                                    |                       |
| 5 | Spé défense et tentacules                   | 防御特化と触手。             | Bōgyo tokka to shokushu.           | 8 février 2023        |
| L'Érable arrive au septième palier, où il est possible d'apprivoiser certains monstres pour qu'ils deviennent des compagnons, ce qui se révélera utile pour le huitième événement du jeu. Alors que Kasumi entreprend une quête nouvellement ajoutée au quatrième palier, Yui et Mai tentent de retrouver une paire d'ours compagnons, mais luttent pour vaincre un monstre arborescent qui retient les ours captifs. Pendant ce temps, lors d'une recherche d'ingrédients de potion, Maple est prise au piège par un kraken qui essaie de l'avaler en entier, pour se faire dévorer par elle à la place, lui attribuant un nouveau skill permettant de créer des tentacules. Luttant initialement contre leurs ennemis respectifs, Yui, Mai et Kasumi persévèrent et parviennent finalement à surmonter leurs obstacles et à gagner de nouveaux compagnons, Tsukimi et Yukimi les ours et Haku le serpent, respectivement. |                                             |                              |                                    |                       |
| 6 | Spé défense et domptage de monstre          | 防御特化とテイムモンスター。 | Bōgyo tokka to teimu monsutā.      | 15 février 2023       |
| Kanade se bat contre un slime réflecteur, qui peut se transformer pour correspondre à son adversaire, et en fait son compagnon, le nommant Sou. Pendant ce temps, Maple et Mi accompagnent Iz alors qu'elle se rend dans diverses zones à la recherche d'objets pour une quête, qui lui accorde le compagnon monstre spirituel Fay, tandis que Kuromu termine sa propre quête pour gagner le compagnon monstre d'armure, Nécro, qu'il peut équiper sur lui-même. |                                             |                              |                                    |                       |
| 7 | Spé défense et chasse aux gemmes            | 防御特化と宝石探し。         | Bōgyo tokka to hōseki sagashi.     | 8 mars 2023           |
| Après que Sally ait battu Frederica, qui présente notes, son propre compagnon, les détails du huitième événement sont annoncés, révélant qu'il s'agit d'un événement individuel comme le premier. Ensuite, Maple et Sally se promènent dans les plaines où elles découvrent un cristal qui est l'une des trois clés d'un portail spécial. Après que Sally ait trouvé une tablette de pierre sous l'eau représentant ce qui semble être une carte du septième palier, Kanade leur donne des informations la conduisant, elle et Maple, aux boss qui détiennent les clés de cristal restantes. Après avoir pris les clés de certaines ruines, le duo est transporté dans un endroit tranquille contenant une source magique qui fait évoluer Syrup et Oboro vers de nouvelles formes. |                                             |                              |                                    |                       |
| 8 | Spé défense et huitième événement           | 防御特化と第八回イベント。   | Bōgyo tokka to daihachikai ibento. | 15 mars 2023          |
| Un événement préliminaire pour le huitième événement commence, les joueurs devant vaincre autant de monstres que possible tout en repoussant les autres joueurs. Alors que Maple utilise un piège pour attirer les monstres vers elle, les autres membres de l'Érable utilisent leurs nouveaux compagnons pour s'élever dans le rang. Sally regarde un affrontement entre Mi et Pain, qui est interrompu lorsque Maple arrive dans la bouche d'un crocodile géant. |                                             |                              |                                    |                       |
| 9 | Spé défense et établir une base             | 防御特化と拠点作り。         | Bōgyo tokka to kyoten tsukuri.     | 22 mars 2023          |
| La partie principale de la huitième épreuve commence, avec l'Érable placé dans la difficulté la plus élevée après l'épreuve préliminaire. Visant à gagner dix médailles qu'ils peuvent échanger contre des compétences, les membres se sont divisés en deux groupes, Sally, Yui et Mai rejoignant le groupe de Maple. Avec l'aide de la carte trouvée par Sally, le groupe de Maple découvre une zone cachée où ils affrontent un groupe de monstres de boue que Mai et Yui battent avec leurs nouvelles capacités de projectile, remportant leur première médaille. Pendant ce temps, le groupe de Kasumi affronte un monstre invisible de type ninja, qu'ils vainquent grâce aux pièges d'Iz, remportant une autre médaille. Ensuite, les deux groupes se réunissent et établissent une base pour eux-mêmes dans un donjon factice souterrain, en l'installant avec des pièges qui arrêtent avec succès une vague de monstres plus puissants. |                                             |                              |                                    |                       |
| 10 | Spé défense et nouvelles équipes            | 防御特化と新コンビ。         | Bōgyo tokka to shin konbi.         | 29 mars 2023          |
| Le deuxième jour de l'événement, les joueurs se retrouvent séparés et répartis dans la zone de jeu sans carte ni fonctionnalité de communication. Sally s'associe à Frederica tandis que Maple rencontre brièvement Mi, qui lui dit que la zone de la carte se rétrécit progressivement, éliminant tous ceux qui sont pris à l'extérieur. Plus tard, après que d'autres rencontres fortuites aient conduit à la convergence de l'Érable, du Corps de la Lame Sacrée et de l'Empire de Vulcain, ils forment une alliance permettant aux autres guildes de faire usage de leur base. Après que Mi et Pain aient fait face à la vague nocturne de monstres plus puissants, tout le monde se divise en groupes afin d'essayer d'obtenir plus de médailles. |                                             |                              |                                    |                       |
| 11 | Spé défense et nouveaux groupes             | 防御特化と新パーティ。       | Bōgyo Tokka to Shin Pāti.          | 12 avril 2023         |
| Chacune des équipes parvient à nettoyer ses donjons respectifs et à gagner plus de médailles. Pendant ce temps, le groupe de Maple, composé d'elle-même, Sally, Mi et Frederica, s'attaque à un donjon de monstres perforants, le nettoyant avec la tyrannie de Maple. Au début du troisième jour de l'événement, les monstres auxquels Maple a fait face apparaissent partout sur la carte. |                                             |                              |                                    |                       |
| 12 | Spé défense et gros combat                  | 防御特化と大決戦。           | Bōgyo Tokka to Daisakusen.         | 19 avril 2023         |
| Avec l'apparition du monstre le plus fort du dernier jour, l'érable décide de se battre contre lui tandis que les autres protègent les autres joueurs des autres monstres. Après avoir infligé des dégâts décents au monstre, Maple et Sally parviennent à le faire tomber du ciel avant que les autres guildes ne se regroupent pour une attaque totale. Avec l'aide de Sally, Maple parvient à combiner le tir fantôme de Syrup avec sa capacité Goinfre pour vaincre le monstre, mettant fin à l'événement et décernant à tous les survivants de nombreuses médailles. Alors que Maple et Sally décident de conserver leurs médailles jusqu'à l'ouverture du 8ème palier, d'autres joueurs ont hâte de les affronter. |                                             |                              |                                    |                       |

## Accueil
La version web de l'histoire de Shōsetsuka ni narō a été lu plus de 60 millions de fois depuis sa publication sur le site. 

### Annotations
1. ↑  Les titres français de l'adaptation en anime de la saison 1 proviennent du site Crunchyroll.
2. ↑  Les titres français de l'adaptation en anime de la saison 2 proviennent du site Crunchyroll.

### Édition japonaise

#### Light novel
1. 1 2  (ja) « 痛いのは嫌なので防御力に極振りしたいと思います。 », sur Fujimi Shobo (consulté le 4 juillet 2020)
2. 1 2  (ja) « いのは嫌なので防御力に極振りしたいと思います。 2 », sur Fujimi Shobo (consulté le 4 juillet 2020)
3. 1 2  (ja) « 痛いのは嫌なので防御力に極振りしたいと思います。 ３ », sur Fujimi Shobo (consulté le 4 juillet 2020)
4. 1 2  (ja) « 痛いのは嫌なので防御力に極振りしたいと思います。 4 », sur Fujimi Shobo (consulté le 4 juillet 2020)
5. 1 2  (ja) « 痛いのは嫌なので防御力に極振りしたいと思います。 5 », sur Fujimi Shobo (consulté le 4 juillet 2020)
6. 1 2  (ja) « 痛いのは嫌なので防御力に極振りしたいと思います。 6 », sur Fujimi Shobo (consulté le 4 juillet 2020)
7. 1 2  (ja) « 痛いのは嫌なので防御力に極振りしたいと思います。　７ », sur Kadokawa Corporation (consulté le 4 juillet 2020)
8. 1 2  (ja) « 痛いのは嫌なので防御力に極振りしたいと思います。　８ », sur Kadokawa Corporation (consulté le 4 juillet 2020)
9. 1 2  (ja) « 痛いのは嫌なので防御力に極振りしたいと思います。　９ », sur Kadokawa Corporation (consulté le 4 juillet 2020)
10. 1 2  (ja) « 痛いのは嫌なので防御力に極振りしたいと思います。　１０ », sur Kadokawa Corporation (consulté le 4 juillet 2020)
11. 1 2  (ja) « 痛いのは嫌なので防御力に極振りしたいと思います。　１１ », sur Kadokawa Corporation (consulté le 2 janvier 2021)
12. ↑  (ja) « 痛いのは嫌なので防御力に極振りしたいと思います。　１１　ドラマCD付き特装版 », sur Kadokawa Corporation (consulté le 2 janvier 2021)
13. 1 2  (ja) « 痛いのは嫌なので防御力に極振りしたいと思います。　１２ », sur Kadokawa Corporation (consulté le 23 août 2021)
14. 1 2  (ja) « 痛いのは嫌なので防御力に極振りしたいと思います。　１３ », sur Kadokawa Corporation (consulté le 10 avril 2022)
15. ↑  (ja) « 痛いのは嫌なので防御力に極振りしたいと思います。　１３　ドラマCD付き特装版 », sur Kadokawa Corporation (consulté le 28 mai 2022)
16. 1 2  (ja) « 痛いのは嫌なので防御力に極振りしたいと思います。　１４ », sur Kadokawa Corporation (consulté le 4 août 2022)
17. 1 2  (ja) « 痛いのは嫌なので防御力に極振りしたいと思います。　１５ », sur Kadokawa Corporation (consulté le 7 décembre 2022)
18. ↑  (ja) « 痛いのは嫌なので防御力に極振りしたいと思います。　１５　イラスト小冊子付き特装版 », sur Kadokawa Corporation (consulté le 7 décembre 2022)
19. 1 2  (ja) « 痛いのは嫌なので防御力に極振りしたいと思います。　１６ », sur Kadokawa Corporation (consulté le 17 juillet 2023)
20. 1 2  (ja) « 痛いのは嫌なので防御力に極振りしたいと思います。　１７ », sur Kadokawa Corporation (consulté le 14 janvier 2024)
21. 1 2  (ja) « 痛いのは嫌なので防御力に極振りしたいと思います。　１８ », sur Kadokawa Corporation (consulté le 10 août 2024)
22. 1 2  (ja) « 痛いのは嫌なので防御力に極振りしたいと思います。　１９ », sur Kadokawa Corporation (consulté le 20 janvier 2025)

#### Manga
1. 1 2  (ja) « 痛いのは嫌なので防御力に極振りしたいと思います。　（１） », sur Kadokawa Corporation (consulté le 4 juillet 2020)
2. 1 2  (ja) « 痛いのは嫌なので防御力に極振りしたいと思います。　（２） », sur Kadokawa Corporation (consulté le 4 juillet 2020)
3. 1 2  (ja) « 痛いのは嫌なので防御力に極振りしたいと思います。　（３） », sur Kadokawa Corporation (consulté le 4 juillet 2020)
4. 1 2  (ja) « 痛いのは嫌なので防御力に極振りしたいと思います。　（４） », sur Kadokawa Corporation (consulté le 2 janvier 2021)
5. 1 2  (ja) « 痛いのは嫌なので防御力に極振りしたいと思います。　（５） », sur Kadokawa Corporation (consulté le 2 novembre 2021)
6. 1 2  (ja) « 痛いのは嫌なので防御力に極振りしたいと思います。　（６） », sur Kadokawa Corporation (consulté le 4 août 2022)
7. 1 2  (ja) « 痛いのは嫌なので防御力に極振りしたいと思います。　（７） », sur Kadokawa Corporation (consulté le 2 janvier 2023)
8. 1 2  (ja) « 痛いのは嫌なので防御力に極振りしたいと思います。　（８） », sur Kadokawa Corporation (consulté le 23 octobre 2023)

### Édition française

#### Manga
1. 1 2  « Bofuri : Je suis pas venue ici pour souffrir alors j'ai tout mis en défense T01 », sur Mana Books (consulté le 12 juillet 2022)
2. 1 2  « Bofuri : Je suis pas venue ici pour souffrir alors j'ai tout mis en défense T02 », sur Mana Books (consulté le 7 décembre 2022)
3. 1 2  « Bofuri : Je suis pas venue ici pour souffrir alors j'ai tout mis en défense T03 », sur Mana Books (consulté le 7 décembre 2022)
4. 1 2  « Bofuri : Je suis pas venue ici pour souffrir alors j'ai tout mis en défense T04 », sur Mana Books (consulté le 17 juillet 2023)
5. 1 2  « Bofuri : Je suis pas venue ici pour souffrir alors j'ai tout mis en défense T05 », sur Mana Books (consulté le 23 octobre 2023)
6. 1 2  « Bofuri : Je suis pas venue ici pour souffrir alors j'ai tout mis en défense T06 », sur Mana Books (consulté le 23 octobre 2023)
7. 1 2  « Bofuri : Je suis pas venue ici pour souffrir alors j'ai tout mis en défense T07 », sur Mana Books (consulté le 2 février 2024)
8. 1 2  « Bofuri : Je suis pas venue ici pour souffrir alors j'ai tout mis en défense T08 », sur Mana Books (consulté le 17 juin 2024)